# Håkan Unsgaard
Håkan Per Unsgaard, född 15 juni 1922 i Ockelbo, död 8 mars 1991 i Stockholm, var en svensk TV-chef.

## Biografi
Efter några år vid Tidningarnas telegrambyrå anställdes Unsgaard av Radiotjänst 1945; samma år blev han fil. kand.. Han blev chef för distriktsorganisationen inom företaget 1959. 1968 blev han programdirektör för TV1 som skulle lanseras nästa år när den dåvarande TV-kanalen delades i två. Han var TV1-chef fram till 1979.
Senare var han bland annat projektledare för Nordisk ministerrådets ledningsgrupp för programfrågor som utvecklade förslag på hur programutbudet via Tele-X-satelliten skulle utformas. Han gick i pension 1985.
Unsgaard blev hedersdoktor vid Umeå universitet 1988.
Han var gift första gången med Märta Finné Unsgaard (skilsmässa 1953), andra gången 1954–1963 med Bi Unsgaard (född Andersson) och tredje gången från 1964 med Siv Unsgaard (född Norlander). Genom sonen i första äktenskapet, prästen Per Unsgaard, blev han farfar till Edvard Unsgaard.

## Källhänvisningar
1. 1 2  Sveriges dödbok 1901–2009, DVD-ROM (Sveriges Släktforskarförbund, 2010)
2. 1 2  Unsgaard, Håkan i Vem är det 1985
3. ↑  ”TV-pionjärer Håkan Unsgaard död”. TT. 8 mars 1991.
4. ↑  ”Dödsfall: Bi Unsgaard”. Helsingborgs Dagblad. 17 februari 2009. http://www.hd.se/familj/2009/02/17/dodsfall-bi-unsgaard/. Läst 2 juli 2015.